# ذره هسته‌ای

در این‌جا یک هسته اتم به صورت یک بستهٔ فشرده متشکل از دو گونه نوکلئون، پروتون (قرمز) و نوترون (آبی) نشان داده شده‌است. در این تصویر؛ همان‌گونه که در شیمی معمول است پروتون‌ها و نوترون‌ها به صورت متمایز نشان داده می‌شوند، به عنوان مثال، نمایش معمولی در شیمی است. اما در یک هستهٔ واقعی، آن‌گونه که در فیزیک هسته‌ای مدرن دانسته و پذیرفته شده، نوکلئون‌ها در جریان بی سازمانی و سازمان‌یافتن طرفدارانه (خودی-غیرخودی) خود را بر اساس قوانین کرومودینامیک کوانتومی جابه‌جا می‌کنند.

در شیمی و فیزیک، یک نوکلئون (به انگلیسی: Nucleon) می‌تواند یک پروتون، یا یک نوترون باشد، که در آن نقش به عنوان یک جزء هستهٔ اتم محسوب می‌شود. تعداد  نوکلئون‌ها در هسته عدد تودهٔ ایزوتوپ (تعداد نوکلئون) را تعیین می‌کند.
پروتون‌ها و نوترون‌ها اسپین و پاریته ۲/۱ مثبت دارند. تعداد این ذرات هر کدام به ترتیب با نماد Z و N در کنار نام عنصر ذکر می‌شود که مجموع آن‌ها به‌نام عدد جرمی با نماد A مشخص می‌شود و این ذرات از سه کوارک تشکیل شده‌اند و جزو خانوادهٔ فرمیون‌ها هستند.
تا دههٔ ۱۹۶۰، نوکلئون‌ها به عنوان ذرات بنیادی، نه آن‌که خود، از قطعات کوچکتر تشکیل شده‌باشند شناخته می‌شدند. در حال حاضر آن‌ها ذرات ترکیبی (کامپوزیتی)؛ ساخته شده از سه کوارک با هم متصل است، که توسط نیروی هسته‌ای قوی به هم متصل هستند، شناخته می‌شوند. تعامل بین دو یا چند نوکلئون تعامل بین نوکلئونی یا نیروی هسته‌ای نامیده می‌شود که در نهایت بوسیلهٔ تعامل قوی ایجاد می‌شود. (قبل از کشف کوارک‌ها، اصطلاح «تعامل قوی» به تعاملات بین اینترنوکلئونی اشاره دارد).